# Errata Corrige
Errata Corrige foi um grupo italiano de rock progressivo ativo nos anos 1970.

## História
Álbum muito raro, lançado privadamente, Siegfried, il drago e altre storie foi o primeiro e único disco desse grupo de Turim, ativo desde 1974 e que tinha anteriormente gravado duas fitas cassetes e algumas músicas lançadas em CD apenas no início dos anos 1990.
O grupo começou com uma formação em três e sem nome, se tornando depois um quarteto e tomando o nome de Errata Corrige a partir do ingresso de Mike Abate no lugar do precedente guitarrista Cardellino. Dois demos, intitulados Da mago a musicista e Saturday il cavaliere foram realizados pela primeira formação.
O LP foi lançado em 1976 com letras de inspiração fantásticas e atmosferas sonhadoras em chave soft-prog não longínguas do primeiro álbum do Celeste e do Pierrot Lunaire. Todavia, os arranjos e as mudanças de ritmo mais complexos tornaram o disco agradável e original. Os músicos tocam um grande número de instrumentos com um bom nível técnico e o resultado é absolutamente positivo.
O CD Mappamondo contém as primeiras gravações de 1974, junto a outras mais comerciais datadas de 1977. A qualidade é variada. As cinco músicas de 1974 são as mais interessantes, ainda que algumas não estejam totalmente completas. As outras quatro canções são de 1977, com uma renovada formação na qual Abate e Cimino são coadjuvados por Arturo Vitale, ex-Arti & Mestieri, no sax, Paolo Franchini, no baixo, e Giorgio Diaferia, ex-Esagono, na bateria. O som é mais próximo ao jazz-rock ou até mesmo ao funky, como em American Dream.
Após a dissolução da banda, Marco Cimino tocou com o Arti & Mestieri, Esagono, Venegoni & Co. e o grupo folk piemontês La Ciapa Rusa, além de ter aparecido no CD da reunião do Arti & Mestieri, intitulado Murales. Cimino foi um dos fundadores da etiqueta turinesa  de inspiração jazz chamada Mu.

## Formação
- Mike Abate (guitarra, voz)
- Marco Cimino (flauta, teclado, celo)
- Gianni Cremona (baixo, voz)
- Guido Giovine (bateria, voz)

## Discografia

### LP
- 1976 - Siegfried, il drago e altre storie, EC (G7 01)

### CD
- 1990 - Siegfried, il drago e altre storie, Vinyl Magic (VM 011) reedição do disco de 1976 com uma música adicional.
- 1992 - Mappamondo Mellow (MMP 117) Gravações de 1974 e 1977